# Kanasín
Kanasín es una ciudad (desde el 3 de octubre de 2007) del estado de Yucatán, México, ubicada en la parte centro-oeste de dicho estado peninsular. Forma parte de la zona metropolitana de Mérida, la capital del estado.

## Toponimia
La palabra Kanasín proviene del vocablo maya Kanzin-ché que es un arbusto de flores rojizas de la región.[cita requerida]

## Geografía
En esta localidad no existen ríos, ni lagos. En el subsuelo se forman depósitos de agua comúnmente conocidos como cenotes y aguadas. El clima predominante es el cálido-subhúmedo con lluvias en verano.[cita requerida]

## Monumentos históricos
Existe un templo dedicado a San José, construido en el siglo XVII, ubicado en el centro de la ciudad que actualmente se encuentra al cuidado de la orden pastoral de los Hijos de Santa María Inmaculada, existe en el parque del centro de esta ciudad un monumento dedicado a Nachi Cocom.[cita requerida]

## Tradiciones y costumbres
Para las festividades de todos los Santos y fieles difuntos se acostumbra colocar un altar en el lugar principal de la casa; donde se ofrece a los difuntos la comida que más les gustaba y el tradicional  mukbil pollo  acompañado de atole de maíz nuevo, y chocolate batido con agua. En las fiestas regionales los habitantes bailan las jaranas, haciendo competencias entre los participantes, aunque también se realiza la corrida de toros en el rastro de esta ciudad.[cita requerida]

## Fiestas populares
El 8 de diciembre se celebra la fiesta en honor a la Inmaculada Concepción; del 29 de enero al 2 de febrero, fiesta a la Virgen de la Candelaria y en marzo el Carnaval popular. Día de Muertos así como las corridas de toros.[cita requerida]

## Demografía
De acuerdo a los resultados que presenta el II Conteo de Población y Vivienda del 2005, en el municipio habitan un total de 11,237 personas que hablan alguna lengua indígena. [cita requerida]
En lo que respecta a la religión, en el año 2000, de acuerdo al INEGI, la población de 5 años y más, que es católica asciende a 35,478 habitantes, mientras que los que no profesan dicha religión suman 750 habitantes.[cita requerida]

## Educación
| Población por escolaridad | Población por escolaridad | Población por escolaridad | Población por escolaridad | Población por escolaridad |
| ------------------------- | ------------------------- | ------------------------- | ------------------------- | ------------------------- |
| Grado académico           | Grado académico           |                           | Porcentaje                | Porcentaje                |
| Sin escolaridad           | Sin escolaridad           |                           | 4.2 %                     | 4.2 %                     |
| Básica                    | Básica                    |                           | 57.1 %                    | 57.1 %                    |
| Media superior            | Media superior            |                           | 26.2 %                    | 26.2 %                    |
| Educación superior        | Educación superior        |                           | 12.4 %                    | 12.4 %                    |
| Fuente: INEGI (2020)      |                           |                           |                           |                           |

## Personajes destacados
Alejandro Rejon Huchin-Poeta, escritor y gestor cultural kanasinense. 

## Galería

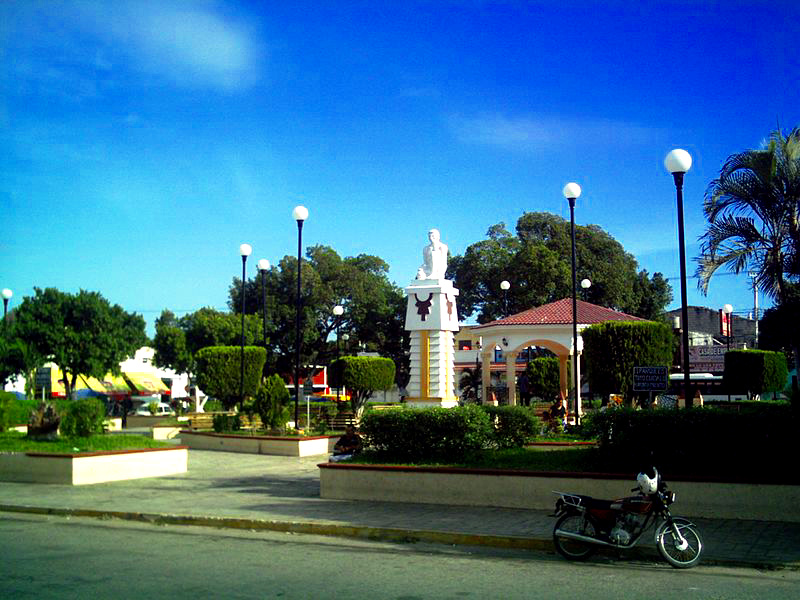
Parque principal de Kanasín.
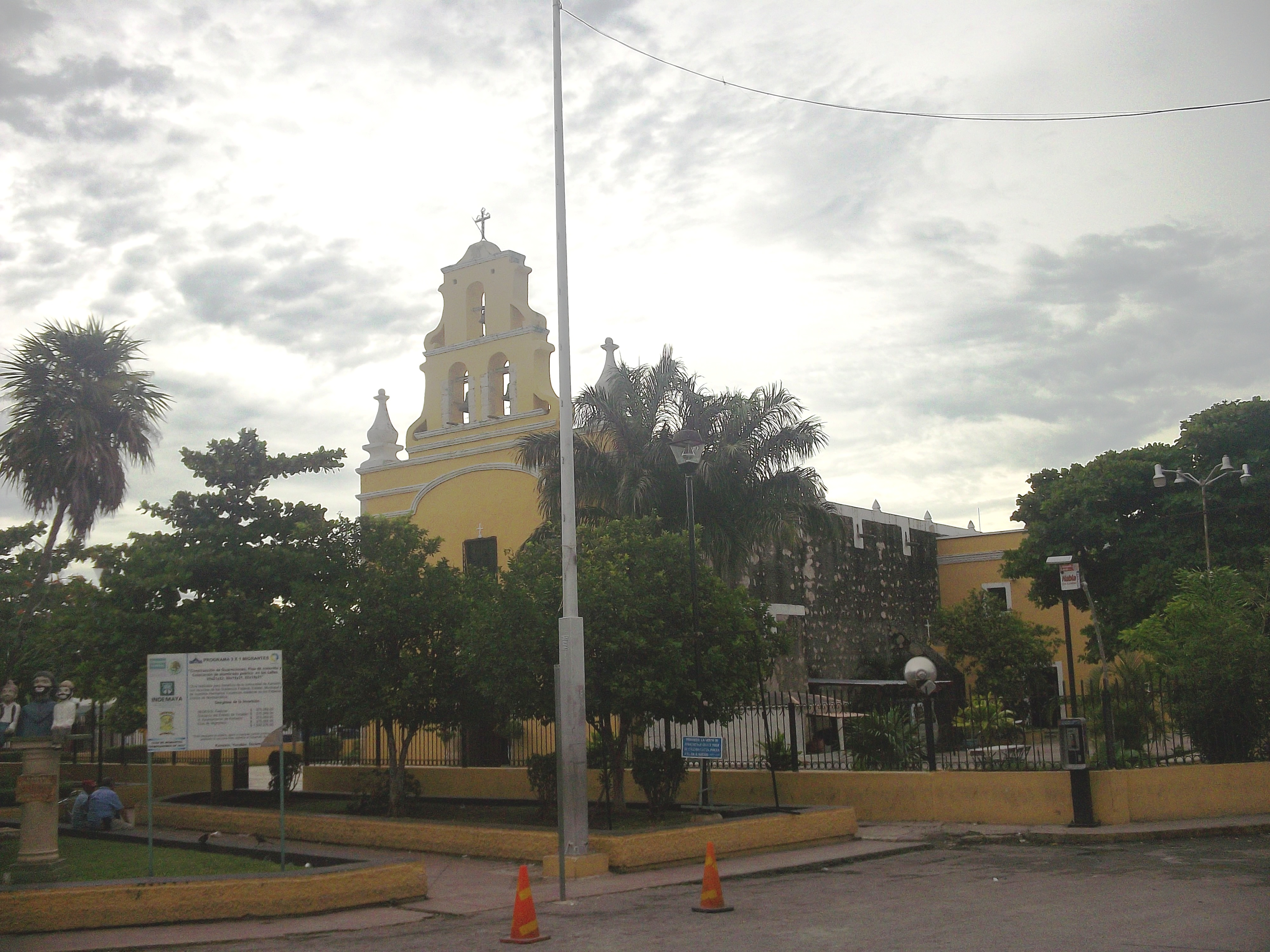
Iglesia principal de Kanasín.
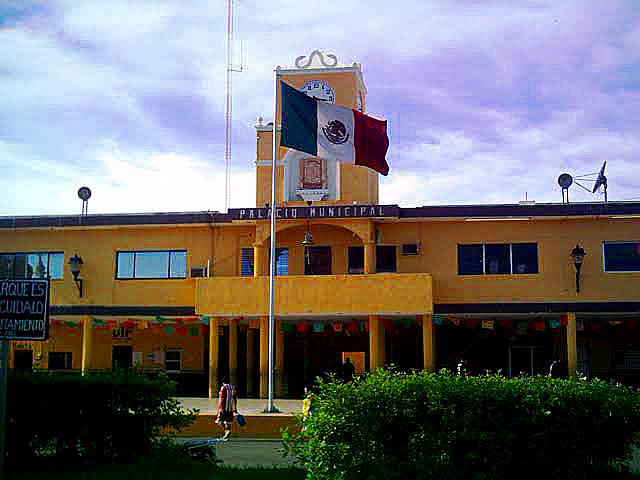
Palacio municipal de Kanasín.
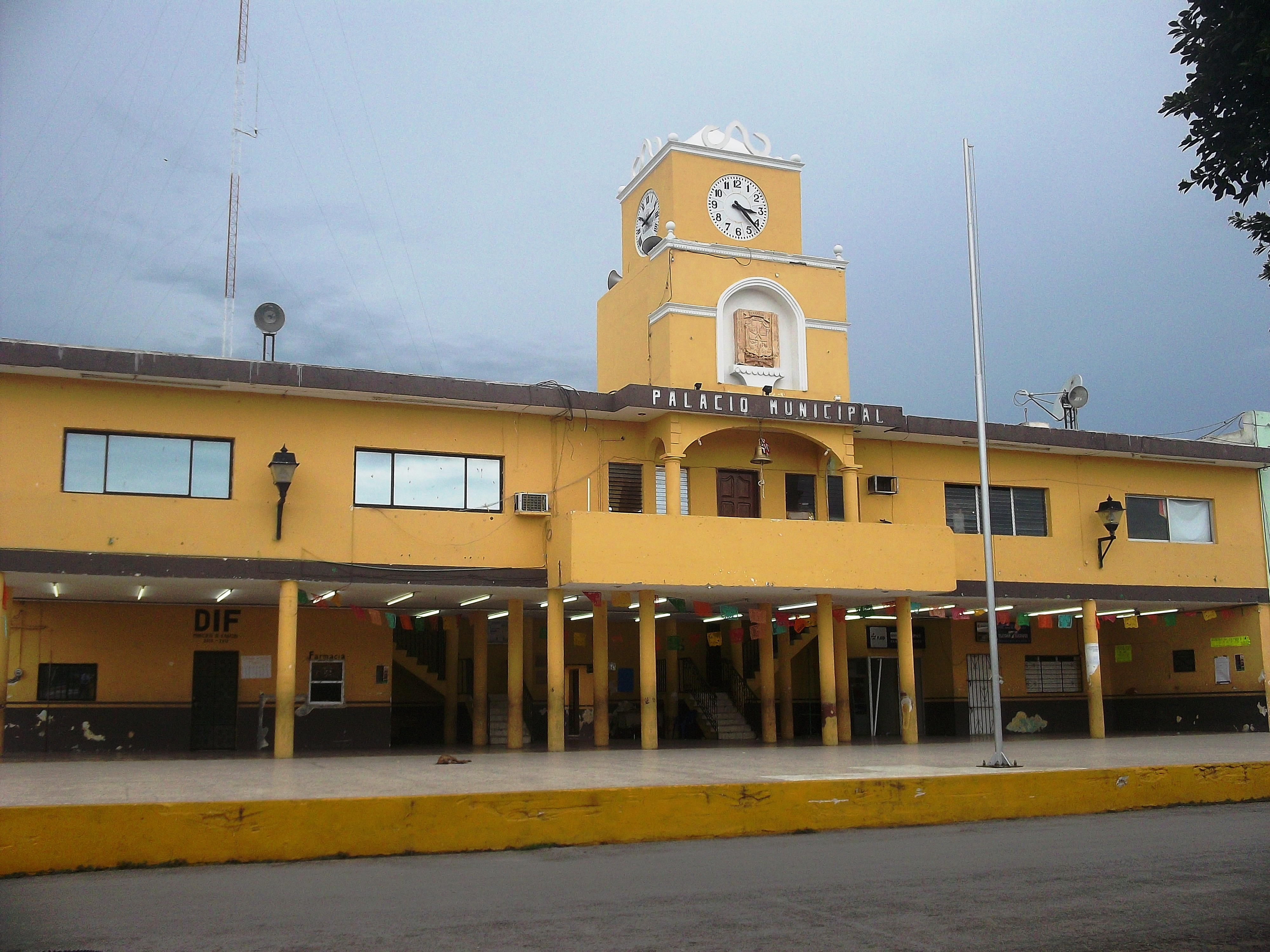
Palacio municipal de Kanasín.
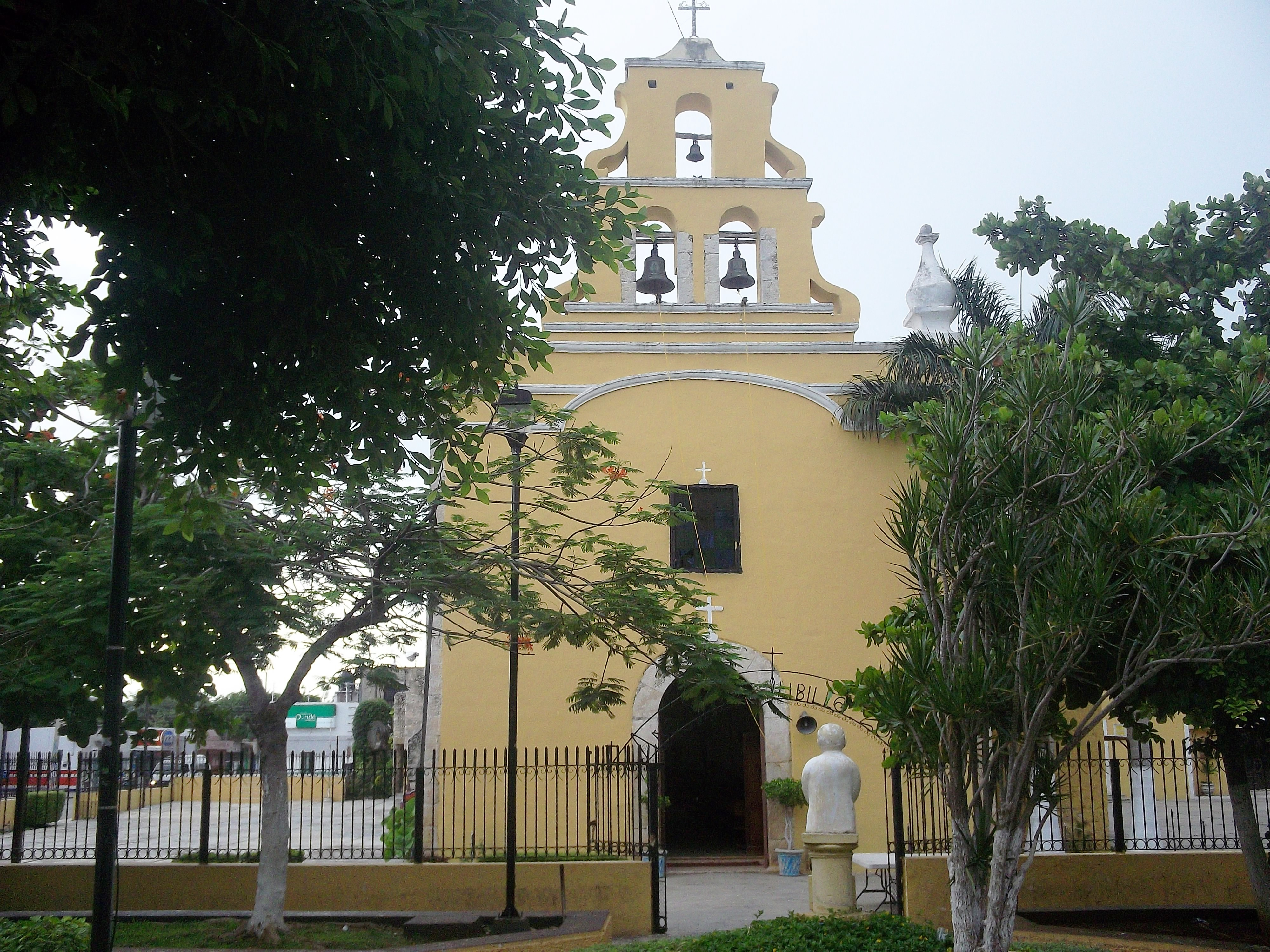
Iglesia principal de Kanasín.
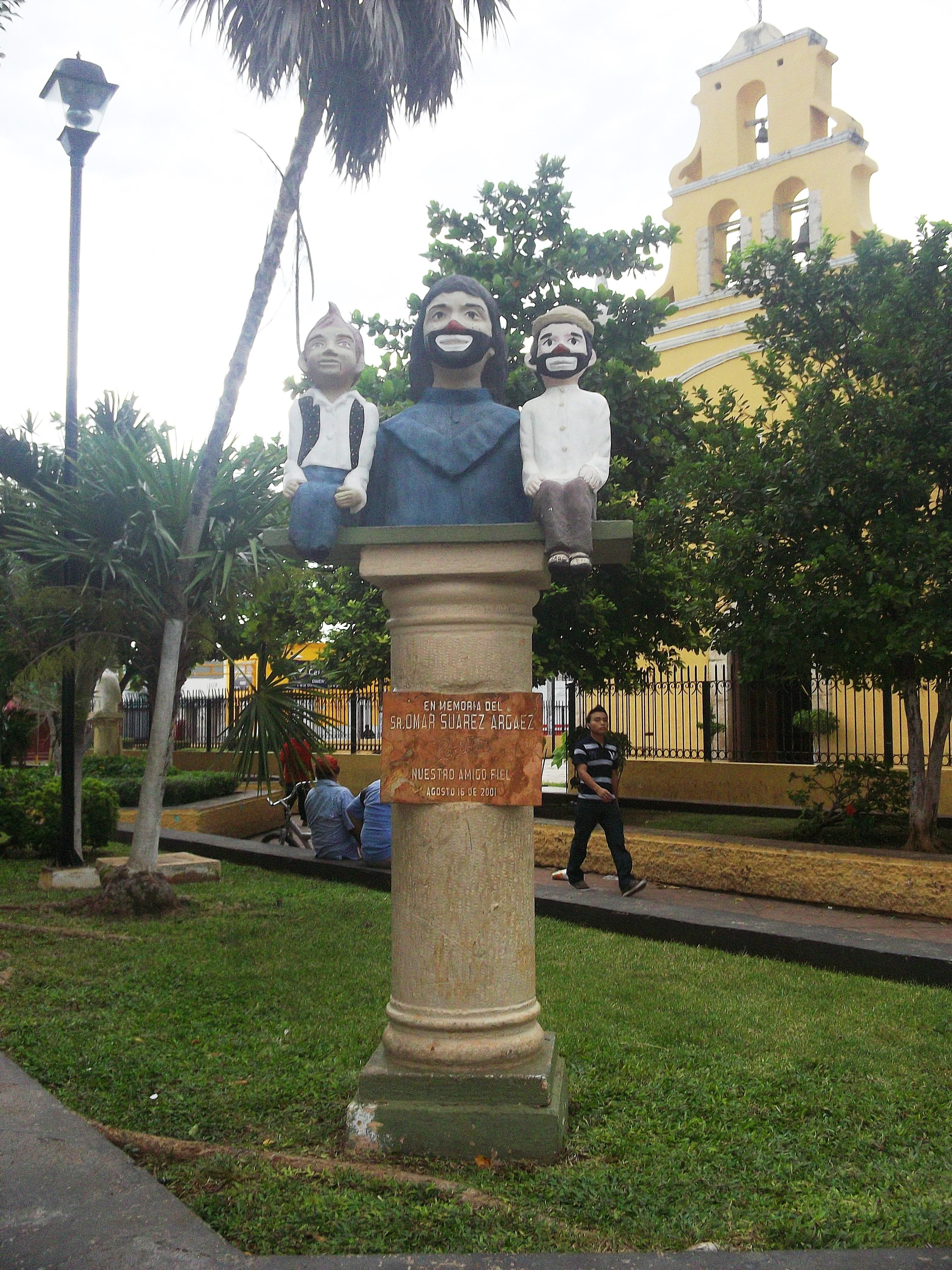
Monumento a Pepillín (Omar Suárez Argáez) en Kanasín.
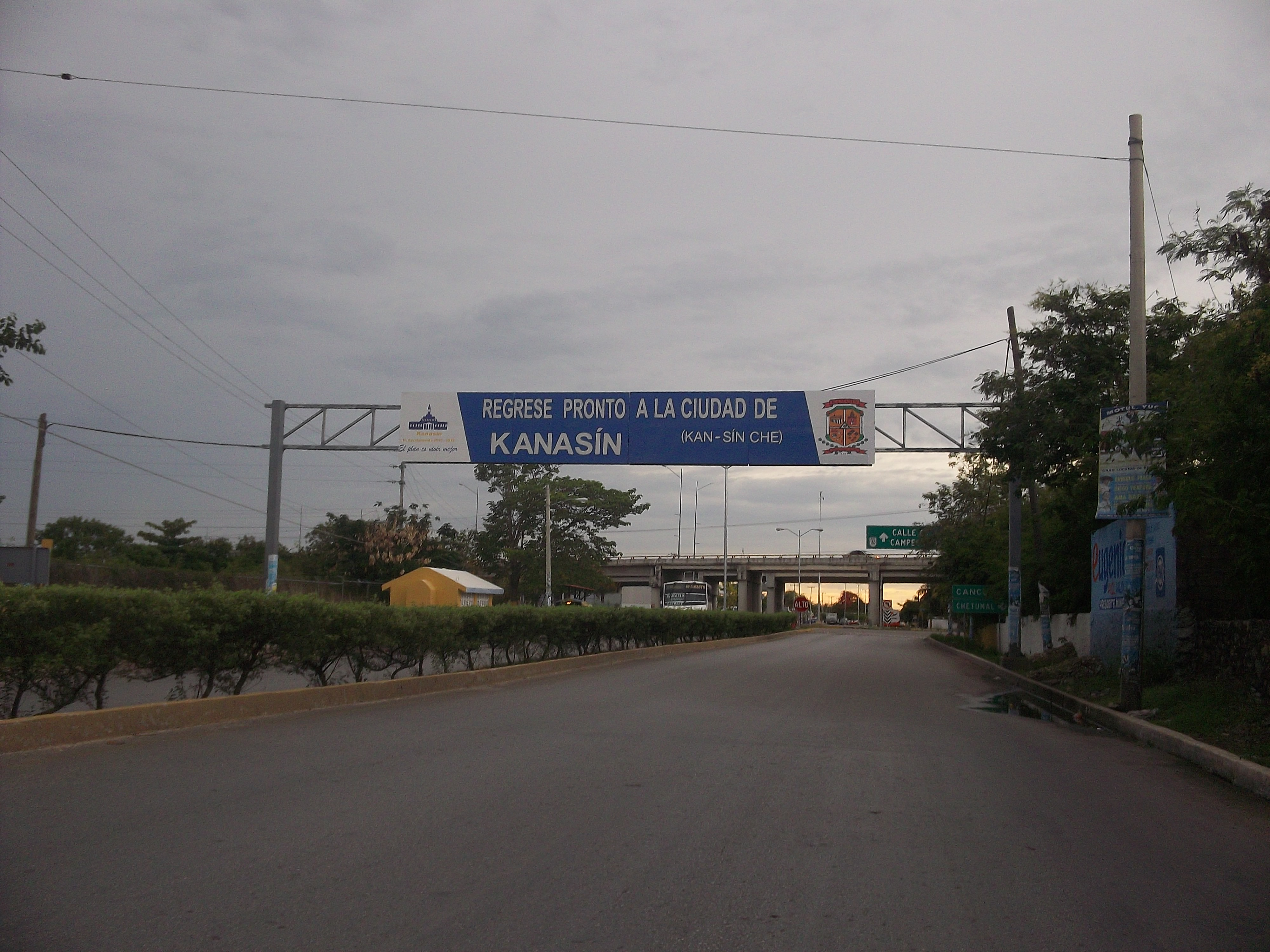
Salida de Kanasín.
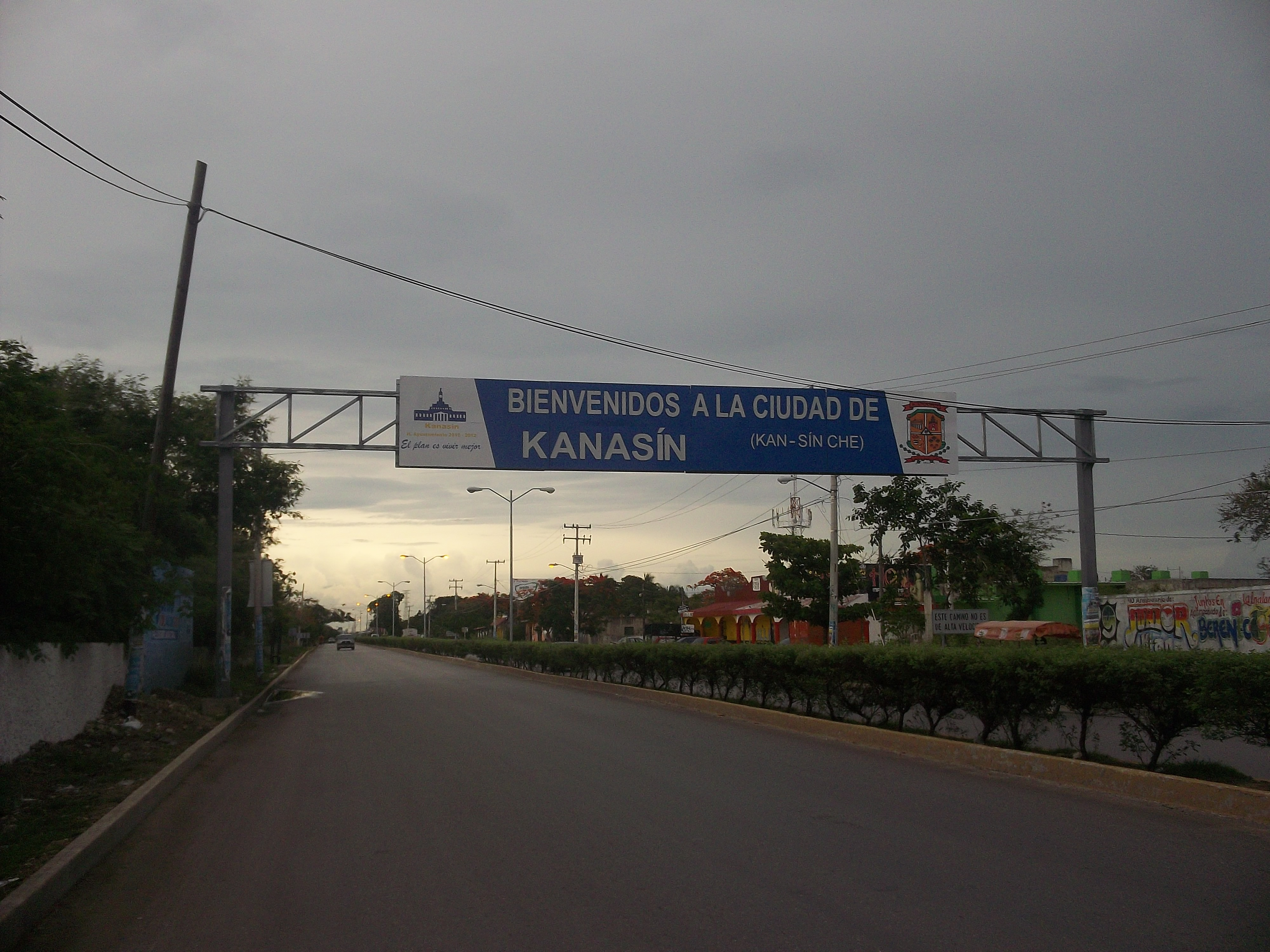
Entrada a Kanasín.
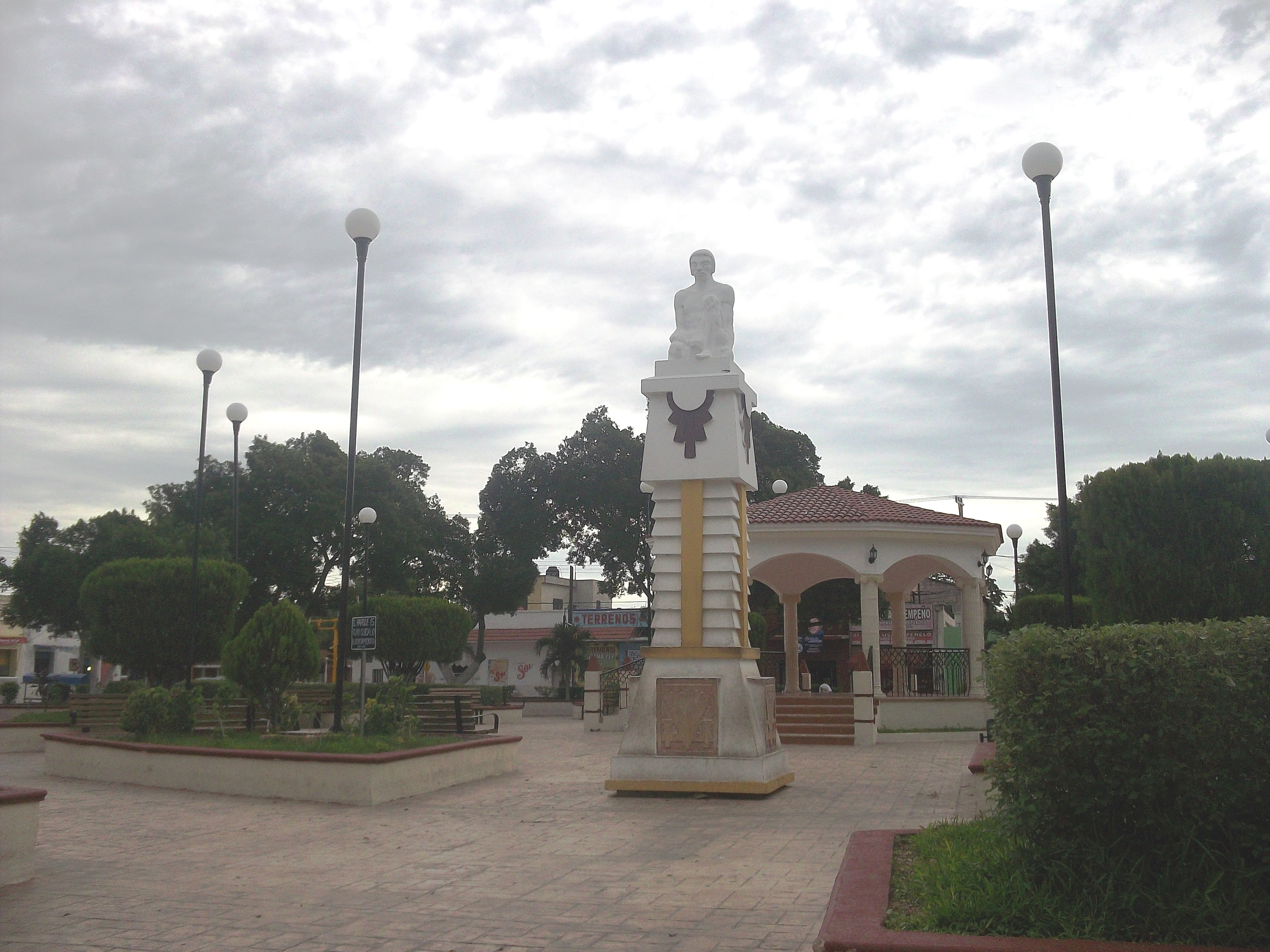
Parque principal de Kanasín.
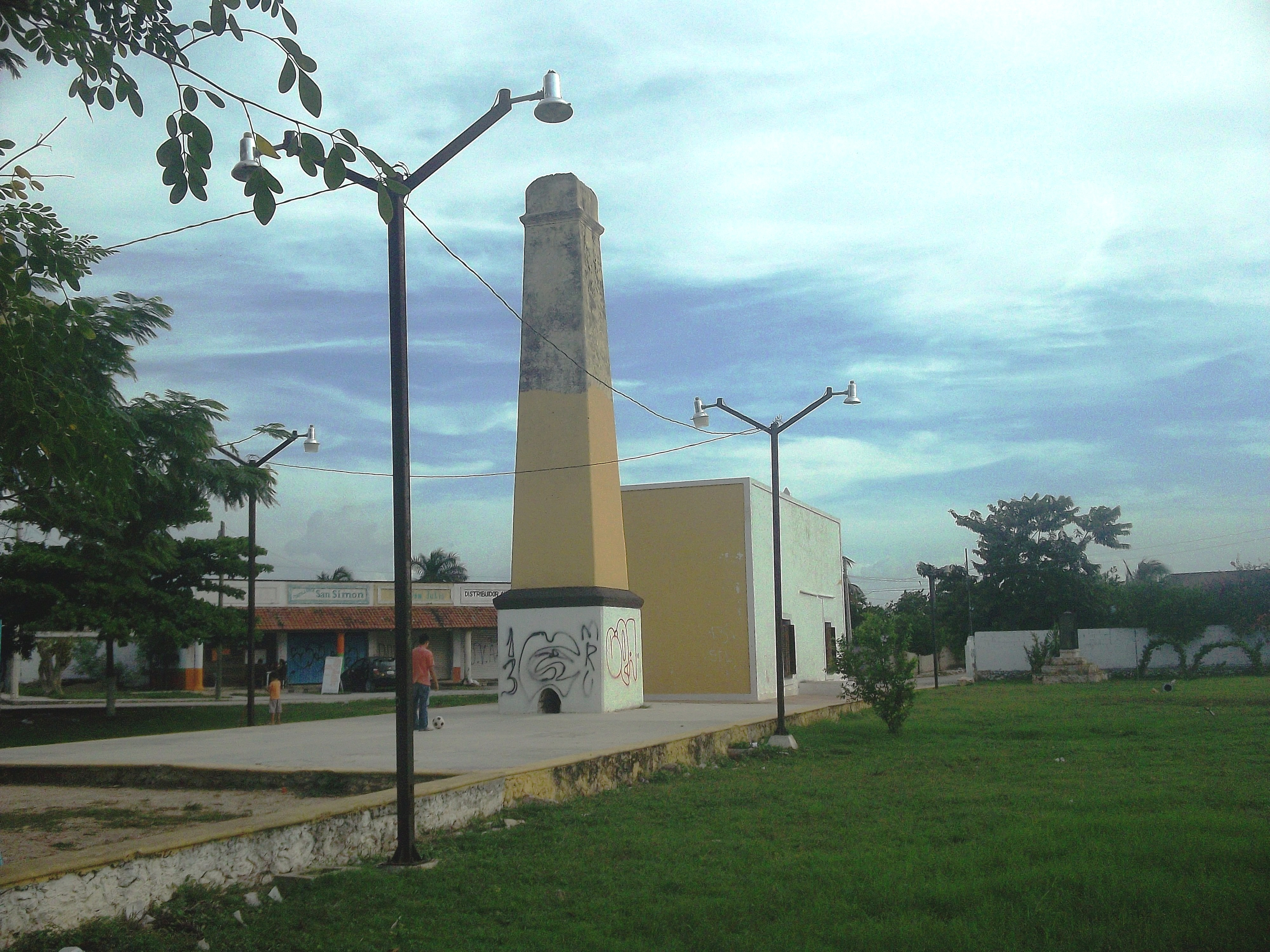
Parque de la Chimenea de Kanasín.